# Le Miracle de la vie
Le Miracle de la vie est le septième tome de la série de bande-dessinée Titeuf écrit et dessiné par Zep. Il est sorti en 1998.

## Synopsis
Révolution ! Titeuf va être grand-frère. Et ce fait l'effraie. Est-il préparé à avoir un petit frère, voire pire, une petite sœur ? Il va vite se rendre compte que ce n'est pas une si mauvaise chose...

## Liste des histoires
1. Skate
2. Le vent à la con
3. Ça épate les filles
4. Les organes
5. Verrue-ninja
6. Ramon, il est trop
7. La bibliothèque sexuelle
8. Les risques de l'été
9. Bastien est désaccordé
10. Chacun son trou
11. Puduk
12. La drague molle
13. L'envahisseur
14. Le bide
15. L'entretien d'embauche
16. Fils d'obsédés
17. Mozart remix
18. Le pipi du futur
19. Éducation sexuelle
20. Le diplôme
21. Moi, c'que j'en dis...
22. Être amoureux, c'est nul
23. Cette fois, c'est la fin
24. La grande joie
25. Les filles, c'est boueux
26. Trash-cuisine
27. Has-been
28. Entrainement
29. La crise
30. Le poster des oreilles
31. Pile ou face de rat
32. Terrorisme
33. Diego
34. Les filles à table
35. La fin des dinosaures
36. Sitcom
37. Couche-culotte
38. Le bon plan
39. Mon cousin Bertrand
40. L'épreuve de la mode
41. Fiche bricolage
42. Cité de la rigolade
43. Tifs
44. Les filles ça dit n'importe quoi...
45. Les trucs giga
46. Le miracle de la vie

### Documentation
- Philippe Audoin, « Titeuf brouillé avec sa Tit' sœur », BoDoï, no 12,‎ octobre 1998, p. 9.